# Rambo – Pierwsza krew
Rambo – Pierwsza krew (tytuł oryg. First Blood; także Rambo − First Blood) – amerykański sensacyjny film fabularny z 1982 roku w reżyserii Teda Kotcheffa, z Sylvestrem Stallonem w roli tytułowego Rambo.
W Polsce, film był objęty cenzurą aż do upadku komunizmu. Premiera kinowa odbyła się w lipcu 1989 roku.

## Opis fabuły
John J. Rambo (Sylvester Stallone), rezerwista amerykański, dawny żołnierz US Army Special Forces, weteran wojny wietnamskiej przybywa do małego miasteczka w stanie Waszyngton, by odwiedzić Delmara Berry’ego, ostatniego z żyjących przyjaciół z oddziału. Na miejscu dowiaduje się, że Berry zmarł na raka, wywołanego kontaktem z pestycydami rozsypywanymi w Wietnamie przez amerykańskie bombowce. Wstrząśnięty Rambo wędruje przed siebie, zachodząc po drodze do miasteczka Hope, gdzie zaczepia go tamtejszy szeryf Will Teasle (Brian Dennehy). Szeryfowi nie podoba się, że na jego terenie pojawił się obcy włóczęga i niedwuznacznie sugeruje Rambo, by wsiadł do policyjnego auta. Wywozi go za miasto, jednak ten postanawia wrócić do Hope. Widząc to, szeryf również zawraca i aresztuje bohatera pod zarzutem włóczęgostwa. Rambo trafia na posterunek policyjny, gdzie zostaje w brutalny sposób potraktowany jak groźny bandyta. Kiedy jeden z policjantów chce go złośliwie ogolić na sucho, pamięć podsuwa Johnowi traumatyczne wspomnienia z tortur w Wietnamie. Rambo w brawurowy sposób ucieka z komisariatu, jednocześnie atakując policjantów. Wywołuje tym samym wojnę z lokalnym wymiarem sprawiedliwości; ta rozgrywa się w pobliskim lesie. Na pomoc policjantom z miasteczka Hope przybywa były dowódca Rambo – pułkownik Samuel Trautman (Richard Crenna), który jednak rozwiewa nadzieje na łatwe schwytanie komandosa. Do akcji więc wkracza także policja stanowa oraz Gwardia Narodowa.

## Obsada
- Sylvester Stallone – John J. Rambo
- Richard Crenna – pułkownik Samuel Trautman
- Brian Dennehy – szeryf Will Teasle
- Jack Starrett – Arthur Galt
- Bill McKenney – kapitan Dave Kern
- Alf Humphreys – Lester
- David Caruso – Mitch
- Michael Talbott − Balford
- David L. Crowley − Shingleton

## Ekipa
- Reżyseria: Ted Kotcheff
- Zdjęcia: Andrew Laszlo
- Muzyka: Jerry Goldsmith
- Scenariusz: Michael Kozoll, William Sackheim i Sylvester Stallone
  - na podstawie powieści Davida Morrella
- Główni producenci: Andrew Vajna i Mario Kassar
- Produkcja: ORION Pictures
- Rok produkcji: 1982

## Produkcja
Twórcy filmu rozpatrywali obsadzenie w roli głównej takich aktorów, jak: Clint Eastwood, Al Pacino, Robert De Niro, Paul Newman, Brad Davis, Steve McQueen, Nick Nolte, John Travolta, Dustin Hoffman, James Garner, Kris Kristofferson, Michael Douglas. Ofertę udziału w produkcji złożono Terence’owi Hillowi, odmówił on jednak jej przyjęcia, gdyż scenariusz uznał za zbyt brutalny.
Scenariusz filmu powstał na podstawie książki Davida Morrella pod tytułem Rambo: Pierwsza krew. Jest jednak zupełnym wypaczeniem intencji autora, którego powieść jest antywojenna i ma inne zakończenie.
Film kręcono w Kanadzie, w Kolumbii Brytyjskiej (w miasteczku o nazwie Hope).

## Pierwotne zakończenie
Zgodnie z pierwotnym scenariuszem pod koniec filmu Rambo miał popełnić samobójstwo (tak jak w książce). Na zachowanych scenach alternatywnego zakończenia główny bohater ginie od kuli z pistoletu pułkownika Trautmana.

## Opinie
Serwis Prime News wymienił Pierwszą krew na liście dziesięciu najlepszych filmów o tematyce survivalowej.

## Kontynuacje
Powstały cztery sequele Rambo: Rambo II (1985), Rambo III (1988) oraz John Rambo (2008), Rambo: Ostatnia krew (2019). We wszystkich tytułową rolę powtórzył Sylvester Stallone.